# Safiental

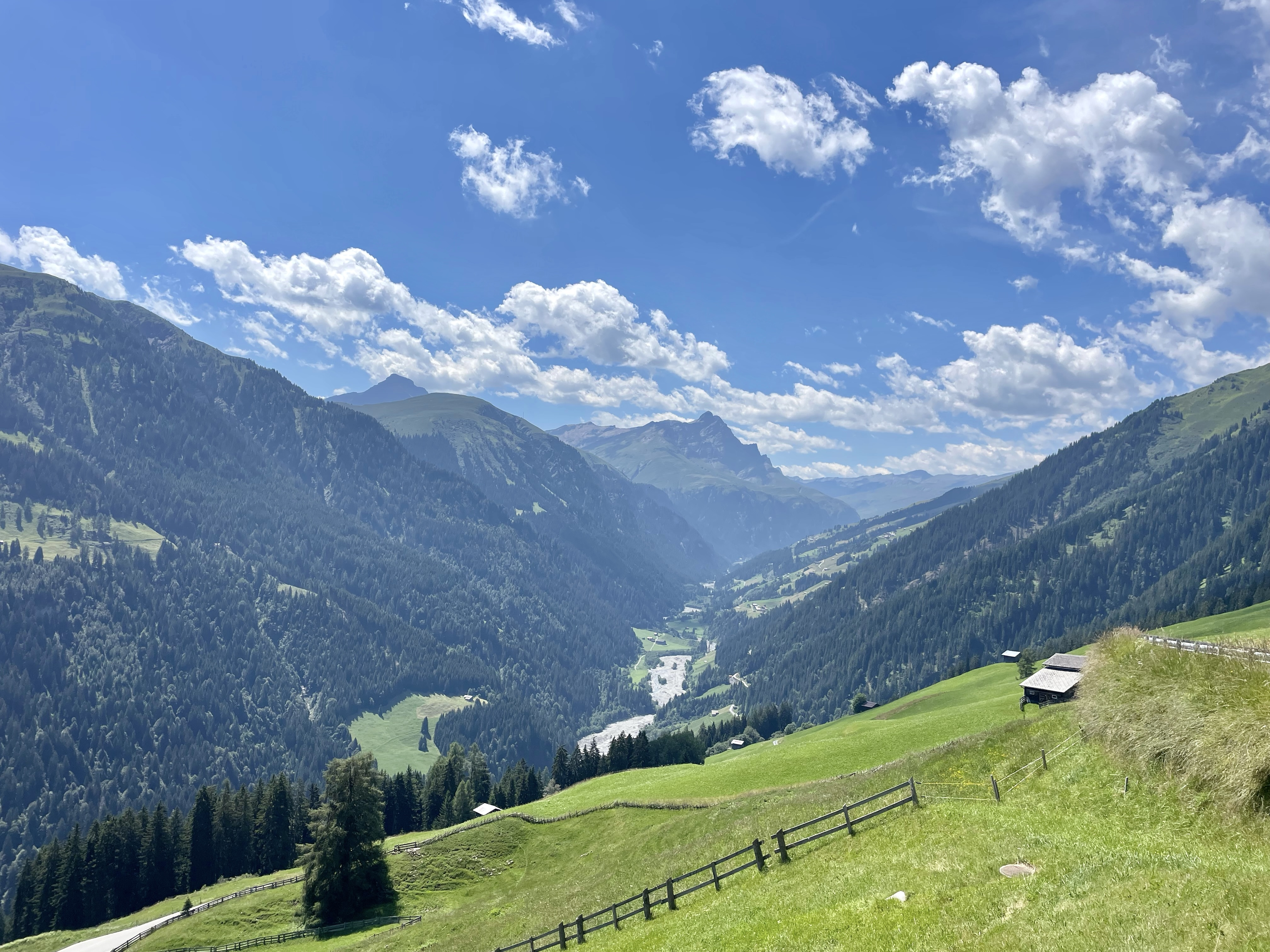
Blick von Tenna nach Süden in das äussere Safiental

Historisches Luftbild von Werner Friedli (1949)

Das Safiental (rätoromanisch Val Stussavgia) ist ein Tal im schweizerischen Kanton Graubünden. Es erstreckt sich in nord-südlicher Richtung von der Einmündung der Rabiusa in den Vorderrhein bis zum Safierberg am Übergang nach Splügen. Es hat eine Länge von etwa 26 km und umfasst eine Fläche von 151 km².

## Geschichte

Heu-Ernte im Safiental 1970er-Jahre. Foto Walter Schmid 1976. ETH-Bibliothek Zürich

Ursprünglich wurde das Tal von Romanen vorwiegend alpwirtschaftlich genutzt, was sich in vielen alten Flurnamen zeigt. Allerdings wurden in der Gegend bis zurück in die Bronzezeit Einzelfunde zumindest von Begehung gemacht, was angesichts der bronzeitlichen Wehrsiedlung Crestaulta im Val Lumnezia zwischen Surin und Vrin nicht überrascht.
Das eigentliche Safiental wird unter dem Namen Stosavia erst 1314 als bischöfliches Lehen der Freiherren von Vaz erwähnt. Diese förderten damals in mehreren ihrer wenig besiedelten Besitzungen die Ansiedlung deutschsprachiger Walser. Diese organisierten sich hier in vier Nachbarschaften, von Süden nach Norden: Malönnia (heute Thalkirch), Camana (heute noch so), Zalön (heute Safien-Platz und Alpsiedlung) und Gün mit Salpänna (heute Neukirch).
Die Grundherrschaft ohne Tenna gehörte dabei dem über den Glaspass erreichbaren Kloster Cazis, dem bis zur Reformation auch die seelsorgerliche Betreuung oblag wie zum Beispiel 1510 der Neubau der älteren Kirche in Safien-Platz. Tenna dagegen war ursprünglich eine über das Tenner Chrüz erreichbare Alp des Dorfes Valendas in der Herrschaft Rhäzüns.
Als ab dem Ende des 12. Jahrhunderts die Walser vom Oberwallis aus ins Bündnerland einwanderten, wurde auch das Safiental bis Versam von ihnen zunehmend besiedelt. 1338 kam die Vogtei über das Safiental an die Grafen von Werdenberg-Sargans, 1383 an die Freiherren von Rhäzüns, 1443 wieder an die Werdenberg-Sargans und nach einem grössere Freiheiten der Talleute garantierenden Schirmbrief von 1450 im Jahre 1493 an den Grafen Gian Giacomo Trivulzio aus Mailand. 1523, relativ früh im schweizerischen Vergleich, begann die Reformation im Safiental mit der verstärkten Ablösung der geistlichen Grundherrschaft vor allem des Klosters Cazis. Aber erst 1696 konnten die Talleute der vier Bürden von Safien (ohne Tenna) die letzten externen Hoheitsrechte ablösen.
Die unterschiedliche Ausrichtung der vier Bürden im Süden und von Tenna widerspiegelte sich auch bis Untergang der Alten Eidgenossenschaft in der Zugehörigkeit der ersteren nach Osten zum gemeinsamen Hochgericht mit Heinzenberg und Thusis, während Tenna als Teil der Herrschaft Rhäzüns zum Hochgericht Gruob im Norden gehörte.
1850 wurden die 132 Kinder des Inneren Tals in nicht weniger als 9 Schulhäusern unterrichtet. Ab 1879 wurde wegen kantonaler Vorgaben nur noch an vier Schulen unterrichtet (Thalkirch, Camana, Neukirch und Safien Platz–Zalön). In Zalön wurde dabei jeweils ein halbes Schuljahr (3 Monate) unterrichtet. Um den 20. Januar zügelte die Schule auf dem Schlittelweg nach Safien-Platz. Diese Tradition wurde 77 Jahre (1879–1956) beibehalten und stand mit der damaligen Winterschule im Zusammenhang: Unterrichtet wurde nur 6 Monate. Von Frühling bis Herbst waren die Kinder in der Landwirtschaft beschäftigt. Ab 1972 gingen alle Kinder in Safien Platz zur Schule.

## Geografie
Zum Safiental gehört das Gebiet der bis Ende 2012 eigenständigen Gemeinden Safien, Tenna und Versam, sowie der südwestliche Teil der Gemeinde Bonaduz (Weiler Scardanal und Alp Sut).

Heuernte im Safiental – wie vor der Mechanisierung der Berglandwirtschaft trägt ein Bauer das Heu auf dem Rücken zum Stall. Foto Walter Schmid. 1976. ETH-Bibliothek Zürich

Die ostseitige Talflanke hat ein durchschnittliches Gefälle zwischen 65 und 70 Prozent und ist für die allermeisten menschlichen Aktivitäten nicht geeignet. Die westseitige Flanke des Tals ist mit durchschnittlich 35–40 Prozent etwas flacher. Sie eignet sich aufgrund der Höhenlage jedoch fast nur für Weidewirtschaft sowie einige Äcker und Talwiesen.

## Heutige Besiedlung und Wirtschaft
In den beiden letzten Jahrhunderten hatte das Tal vor allem unter dem Bevölkerungsverlust infolge von Auswanderung zu leiden. So lebten im Jahr 1850 in den vier Gemeinden insgesamt 1798 Personen, 1980 nur noch 994. Inzwischen ist diese Entwicklung gestoppt, und die Bevölkerungszahl liegt bei über 1000 Personen.
Im hinteren Safiental bei Thalkirch liegt das Ausgleichsbecken Wanna, welches zum Einzugsgebiet der Kraftwerke Zervreila AG gehört und durch einen Überleitstollen mit dem Ausgleichsbecken unter dem Zervreilasee im Valser Tal verbunden ist. Dieses Nutzwasser wird bei Safien-Platz erstmals turbiniert und wird anschliessend in die Zentrale Rothenbrunnen übergeleitet, wo zum zweiten Mal Strom erzeugt wird. Die zum Einzugsgebiet gehörenden Flüsse Rabiusa und Carnusa sowie der Stausee Egschi wurden ebenfalls in diese Werkgruppe integriert. Nach der Verarbeitung in Rothenbrunnen wird das Nutzwasser dem Hinterrhein zugeführt.
Heute lebt das Tal vorwiegend von Berglandwirtschaft, Wasserzinsen, Tourismus sowie Unterstützungszahlungen von Bund, Kanton und Patengemeinden. Ein weit verzweigtes Strassen- und Stromnetz, etliche Wasserversorgungen und Abwasserreinigungsanlagen müssen unterhalten werden.
Auf den 1. Januar 2013 fusionierten die bisher eigenständigen Gemeinden Safien, Tenna und Versam sowie das ausserhalb des Safientals gelegene Valendas zur neuen Gemeinde Safiental.
Im Frühjahr 2022 schloss die Bankfiliale der Graubündner Kantonalbank in Safien Platz. Es gibt im Tal auch keinen Bancomaten. In ihrer Medienmitteilung verwies die Kantonalbank auf die Filialen in Domat/Ems und Bonaduz sowie auf den Bancomaten in Bonaduz.

### Verkehr
Über Jahrhunderte war das Safiental nur zu Fuss und mit dem Pferd über Saumpfade erreichbar. Nebst den Siedlungen wurden auch Wegverbindungen regelmässig von Naturereignissen zerstört. Als Handelsweg spielte das Tal offenbar nie eine grössere Rolle. Ein Gebrauch der Route zur Vermeidung von Zöllen ist aber möglich.

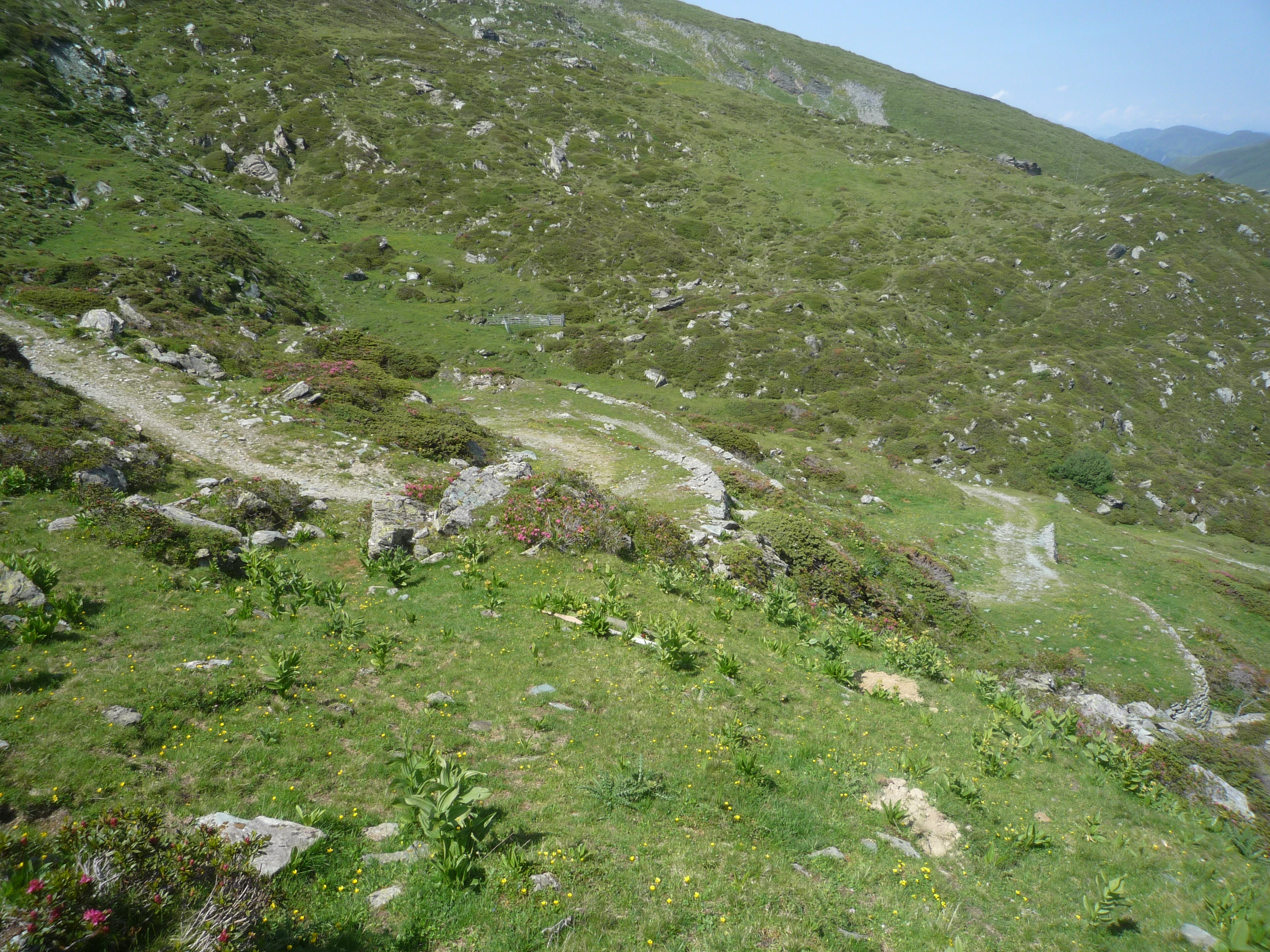
Polenweg am Tomülpass

Beim zweiten Walserzug Anfang des 14. Jahrhunderts besiedelten Walser das innere Safiental von Süden her über den Safierberg. Die Ausrichtung nach Splügen im Süden prägte das Tal und den Handel über lange Zeit. Noch im späten 19. Jahrhundert verkauften die Safier ihr Vieh auf dem Markt in Lugano. Die Verbindung nach Aussen erfolgte neben dem Safierberg über den ganzjährig begangenen Markt- und Postweg über den Glaspass in Richtung Thusis. Noch im 19. Jahrhundert lag auch von der Bevölkerungsverteilung her das Zentrum des Safientals im hinteren Talabschnitt. Die Passübergänge wurden Teils mit einem Riitbrätt (Schlitten) absolviert. Schlitten und Riitbrätt wie auch Schleupfä (geschleifte Ware) spielten auch im Bauernalltag eine Rolle und wurden bis ins 20. Jahrhundert verwendet.
Im Jahr 1470 vereinbarte man mit Tenna den Unterhalt einer Längsverbindung zwischen Tenna und Safien.
Bis zur Erstellung der Talstrasse 1885 herrschten überall Holzbrücken vor. Immer wieder wurden sie zerstört. So stand auch bei Neukirch nur eine «einfach wiederaufbaubare» leichte Konstruktion. Im Jahr 1868 schrieb ein Chronist über die Zerstörung «aller Brücken im Land» durch ein Hochwasser. Schon 1834 hatte nur die eine Brücke in der Grafa einem ähnlichen Unwetter stand gehalten.

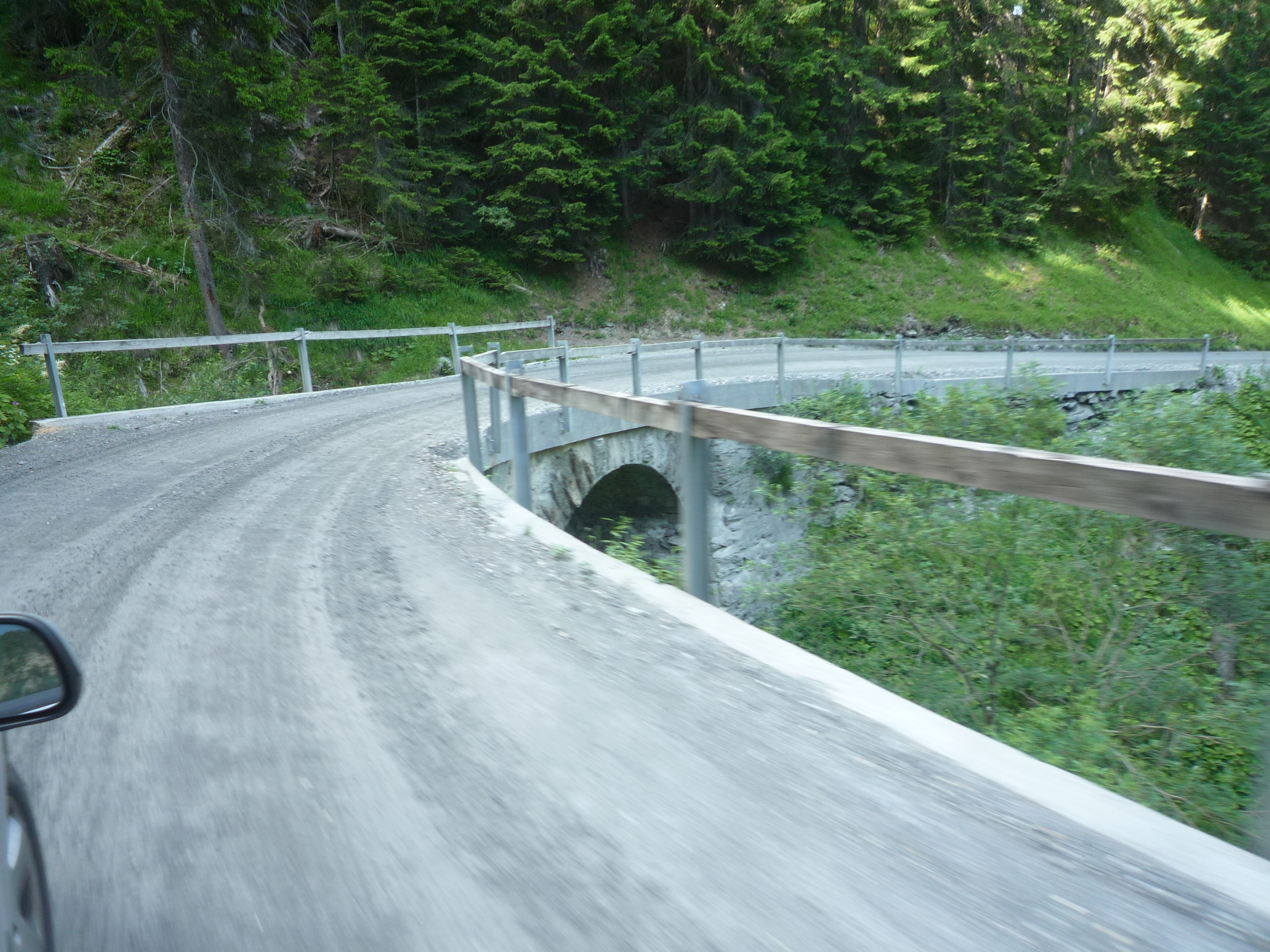
Die nicht asphaltierte Talstrasse mit einer alten Bogenbrücke

Mit dem kantonalen Bau von Commercialstrassen entstand in vielen Tälern Graubündens erstmals eine befahrbare Talstrasse (zuletzt 1895 im Avers). Von 1882 bis 1883 wurde eine Kunststrasse von 3,2 Metern Breite von Versam bis Safien gebaut. Die Fortsetzung nach Thalkirch wurde 1884 bis 1885 auf nur noch 2,8 Metern Breite realisiert. Damit war der Zugang ins Tal erstmals nach Norden ausgerichtet und nicht mehr über den Glaspass. Die Pferdepost wurde sommers im Jahr 1928 von einem sechsplätzigen Postauto der Marke FIAT abgelöst. Im Winter fuhren bis in die 1950er-Jahre Pferdeschlitten. Die Saumpfade über den Glaspass, zum Güner Lückli, über den Tomülpass und über den Safierberg wurden im Zweiten Weltkrieg von internierten Polnischen Soldaten erneuert. Die erstellten Wege werden «Polenwege» genannt.
Bereits im Jahr 1897 war im Aclatobel ein 152 Meter langer Tunnel erstellt worden. Für den Kraftwerksbau wurde die Talstrasse erstmals in den 1950er-Jahren ausgebaut und gesichert. Bei Arezen entstand im Fatscha-Tobel ein Tunnel. Bis in die 2010er-Jahre wurden insbesondere im vorderen Talabschnitt grosse Kunstbauten erstellt, und ein kurzer Naturstein-Tunnel verschwand 2011. Der Acla-Tunnel ist nun über eineinhalb Kilometer lang. Weitere Tunnels bestehen in Egschi und im Carfil-Tobel. Die lange Zeit über die grösste Distanz als Naturstrasse erhaltene Talstrasse wurde nach und nach befestigt. Ursprüngliche Planungen sahen eine befestigte Strasse bis Thalkirch bis ins Jahr 2019 vor. Im Jahr 2020 bestanden aber immer noch grosse Abschnitte der ursprünglichen Naturstrasse und boten ein "verkehrshistorisches Erlebnis". Bei vielen Kunstbauten war immer noch die Strasse von 1885 erkennbar.
Es bestehen Postautoverbindungen auf der Talstrasse bis Turrahuus sowie eine abzweigende Linie nach Tenna. Im Tal gibt es zusätzliche Mitfahrbänkli in Safien Platz, Thalkirch, Neukirch, Tenna, Versam und Valendas. Auf dem Bänkli sitzend signalisiert man den Mitfahrwunsch. Die Bänkli inklusive Tafeln für die gewünschte Fahrtrichtung wurden von den Jugendlichen des Tals erstellt. Die öffentliche Strasse endet beim Ausgleichsbecken Wanna auf 1720 Metern über Meer. Auf der Strasse gilt ein Anhängerverbot für Lastwagen.
Die Postzustellung erfolgt auf der längsten Tour der Schweizer Post überhaupt. Die Briefträgerin im Jahr 2022 legte auf dieser Rekordtour jeden Tag 100 Kilometer zurück.

### Kultur

#### Art Safiental

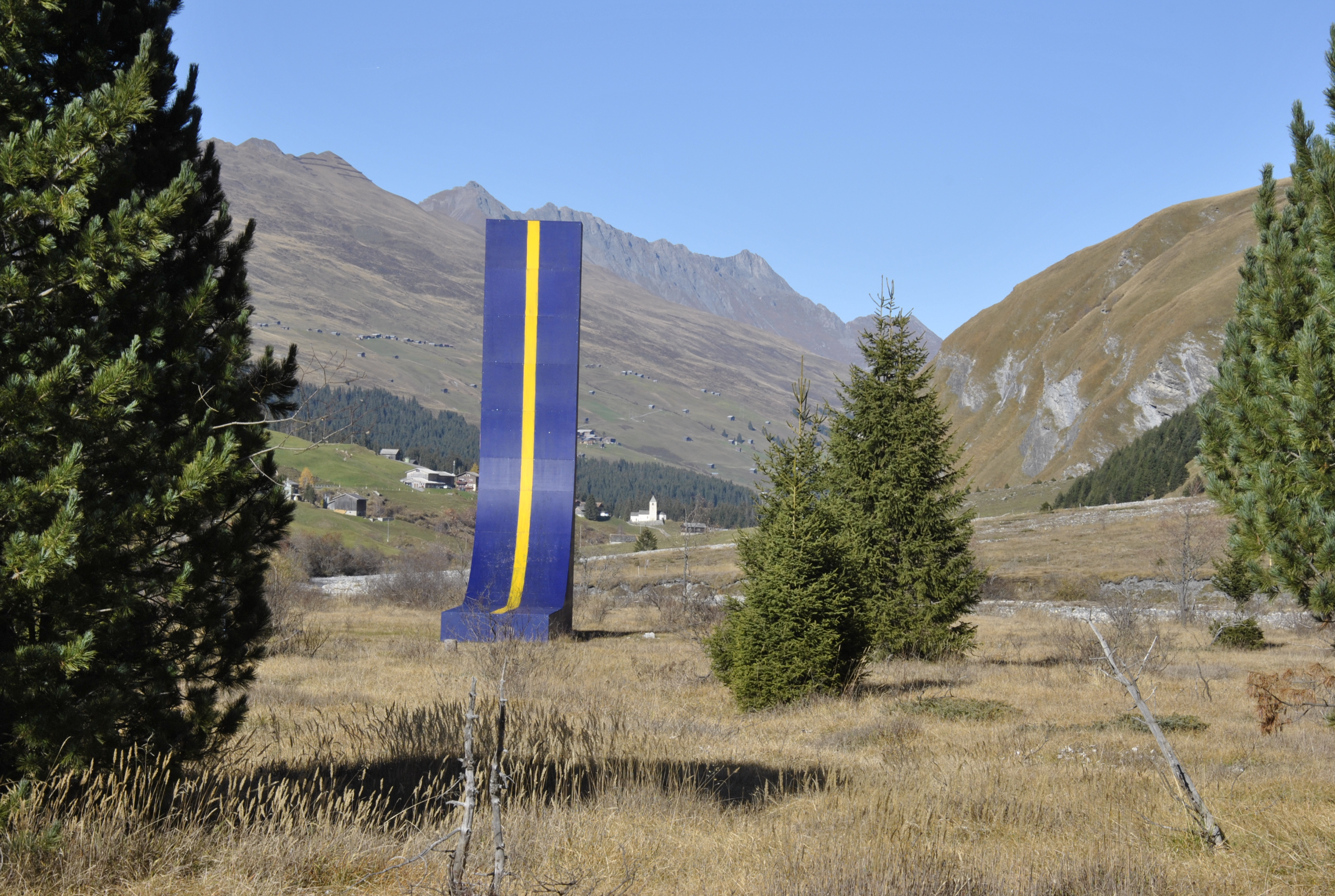
Bildstein+Glatz – HIMMEL III – der Übergang von der Waagrechten in die Senkrechte im Safiental als Startrampe

In den Jahren 2016, 2018, 2020 und 2022 fand die Art Safiental statt. Künstler aus dem In- und Ausland setzten Skulpturen in der Landschaft des Safientals in Szene.
Einzelne Elemente der auf das Tal verteilten Kunstwerke erhielten weltweite Aufmerksamkeit wie das immobilienbefreite Null-Stern-Hotel des Ateliers für Sonderaufgaben im Jahr 2016.

#### Openair Safiental
2022 fand das 20. Openair im Safiental statt.

## Natur
Viele Wiesen im Safiental konnten aufgrund ihrer Höhenlage nicht intensiv bewirtschaftet werden. Dank Subventionen blieben diese bis heute erhalten. Auf den Fettwiesen wachsen Blumen wie die Trollblume, Anemonen, verschiedene Orchideen und Enziane.

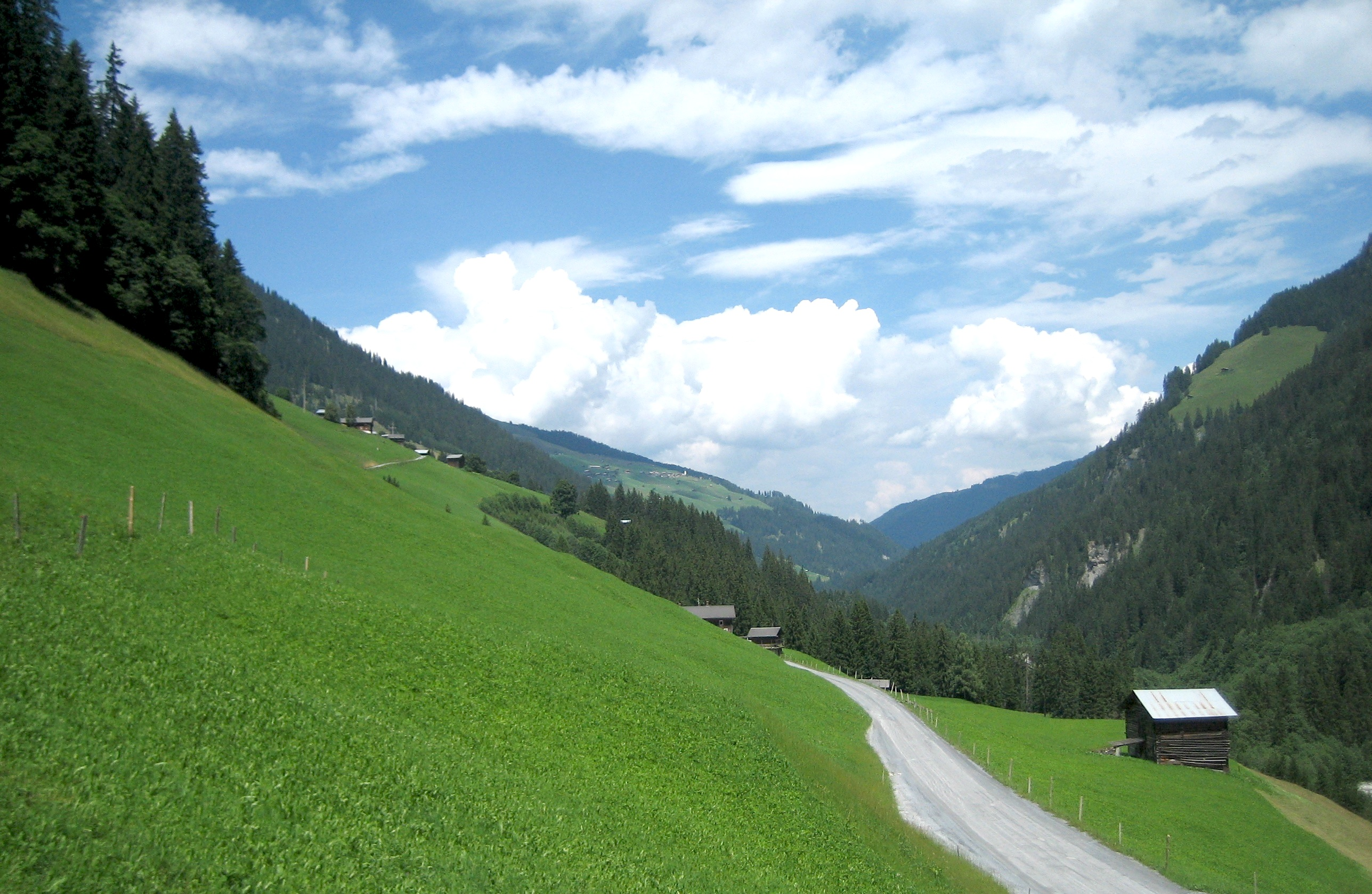
Mittleres Tal bei Rüti, Richtung Norden
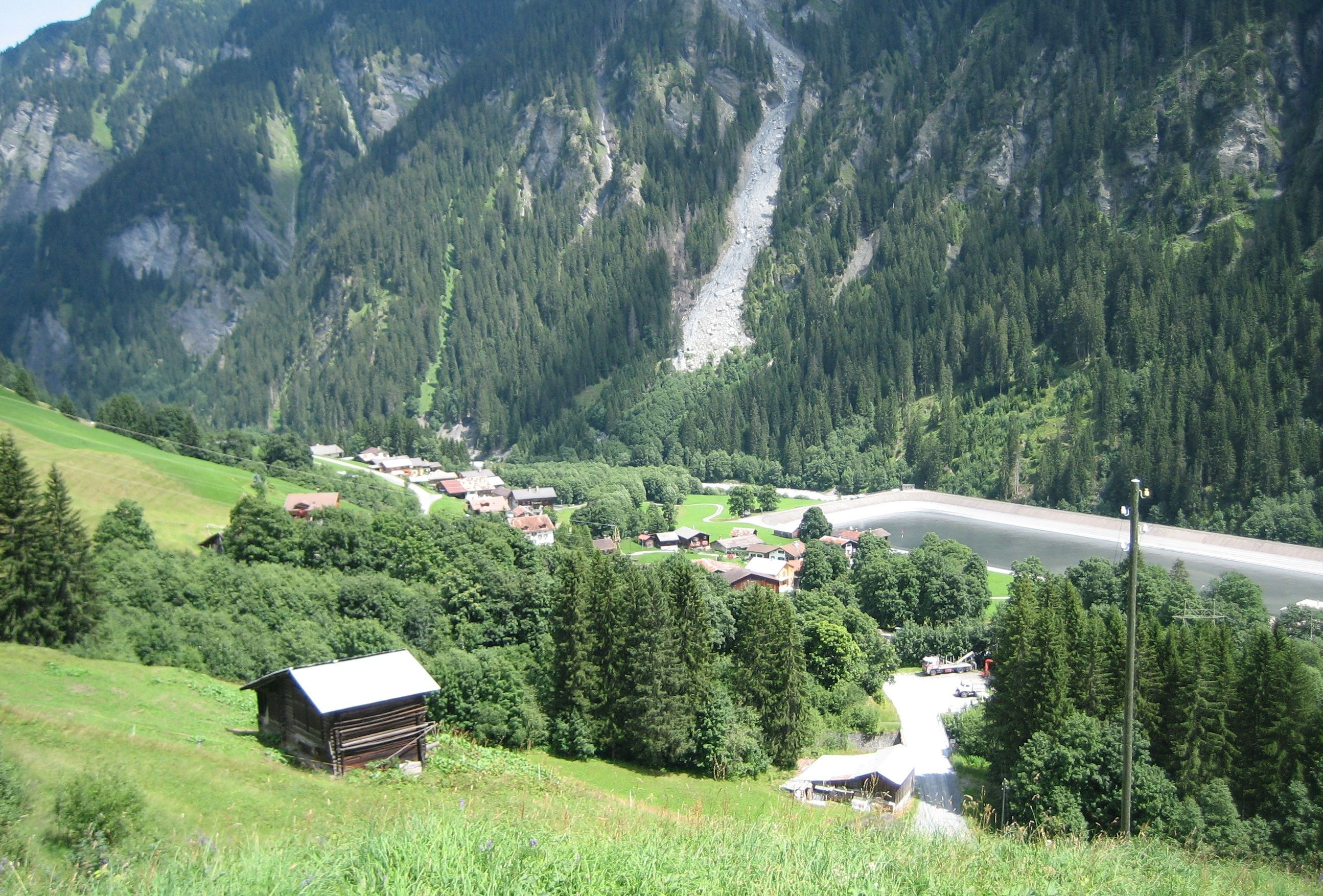
Safien Platz
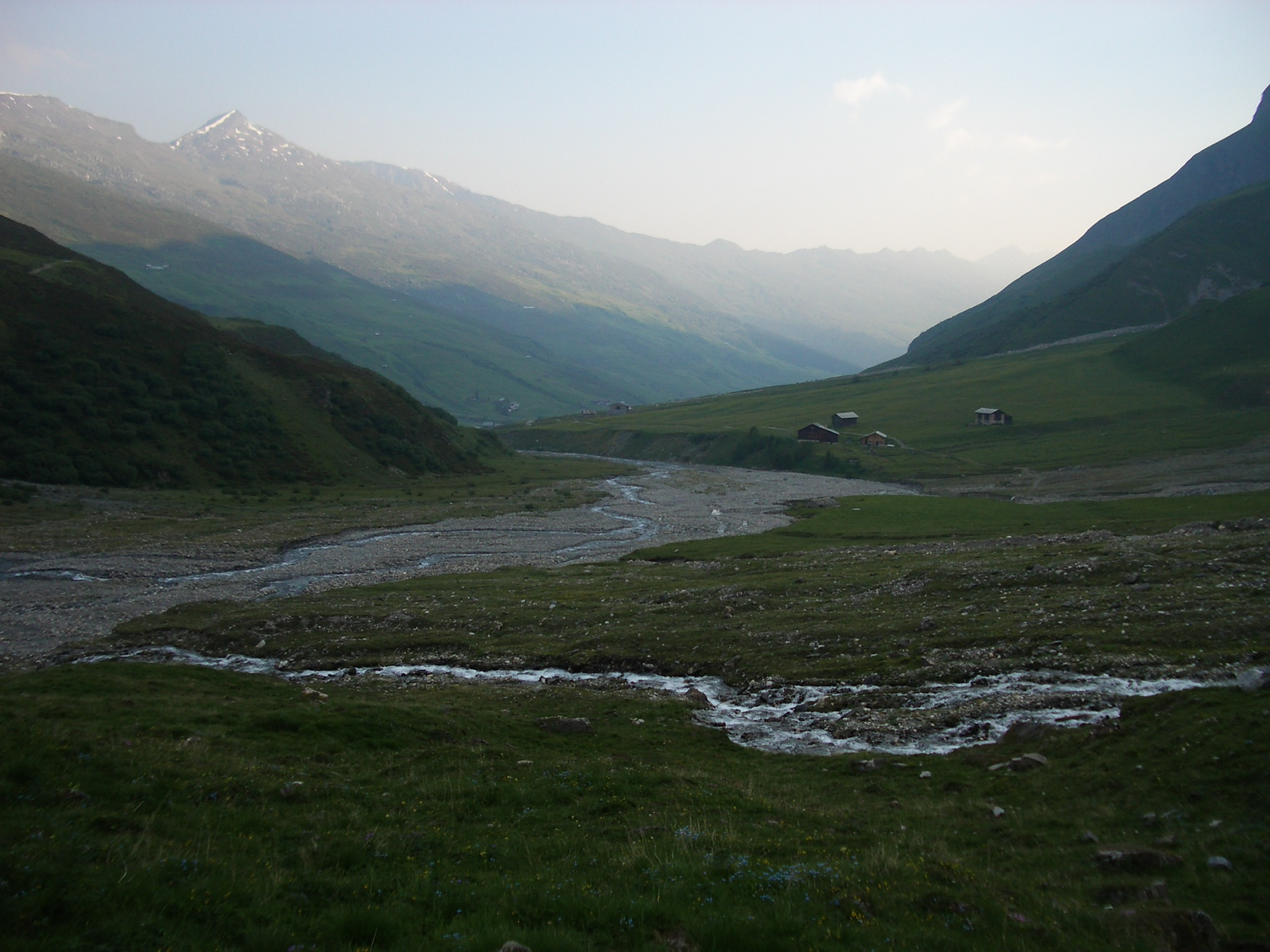
Hinteres Safiental, Blick vom Aufstieg zum Safierberg

## Persönlichkeiten
- Friedrich Schaltegger (1851–1936), nachmals Thurgauer Kantonsarchivar und -bibliothekar, war 1879–1888 Pfarrer in Safien

## Film
Der Spielfilm The Hour of Living (UK/Schweiz, 2012) wurde mehrheitlich im Safiental gedreht, wobei insbesondere die Grossalp Piggamad, aber auch Z’hinderst, Bodaälpli und Alperschällihorn mit seinem Gletscherseeli prominente Schauplätze bieten.